# Tritonia
Tritonia is een geslacht van zeenaaktslakken (Nudibranchia) en het typegeslacht van de familie Tritoniidae.

## Soorten
- Tritonia antarctica Pfeffer in Martens & Pfeffer, 1886
- Tritonia australis (Bergh, 1898)
- Tritonia bollandi V.G. Smith & Gosliner, 2003
- Tritonia callogorgiae Chimienti, Furfaro & Taviani, 2020
- Tritonia challengeriana Bergh, 1884
- Tritonia coralliumrubri Doneddu, Sacco & Trainito, 2014
- Tritonia dantarti Ballesteros & Avila, 2006
- Tritonia episcopalis Bouchet, 1977
- Tritonia exsulans Bergh, 1894
- Tritonia festiva (Stearns, 1873)
- Tritonia flemingi (Powell, 1937)
- Tritonia griegi Odhner, 1922
- Tritonia hirondelle Ortea & Moro, 2020
- Tritonia hombergii Cuvier, 1803 = Grote tritonia
- Tritonia incerta Bergh, 1904
- Tritonia indecora Bergh, 1907
- Tritonia ingolfiana (Bergh, 1899)
- Tritonia newfoundlandica Valdés, Murillo, McCarthy & Yedinak, 2017
- Tritonia odhneri Er. Marcus, 1959
- Tritonia olivacea Bergh, 1905
- Tritonia pallescens Eliot, 1906
- Tritonia pallida Stimpson, 1855
- Tritonia poirieri (Mabille & Rochebrune, 1889)
- Tritonia primorjensis Minichev, 1971
- Tritonia psoloides Aurivillius, 1887
- Tritonia tetraquetra (Pallas, 1788)
- Tritonia vorax (Odhner, 1926)

Niet geaccepteerde soorten:
- Tritonia bayeri Marcus & Marcus, 1967 → Tritonicula bayeri (Ev. Marcus & Er. Marcus, 1967)
- Tritonia hamnerorum Gosliner & Ghiselin, 1987 → Tritonicula hamnerorum (Gosliner & Ghiselin, 1987)
- Tritonia khaleesi Silva, Azevedo & Matthews-Cascon, 2014 → Marianina khaleesi (Silva, de Azevedo et Matthews-Cascon, 2014)
- Tritonia lineata Alder & Hancock, 1848 → Dendronotus lacteus (W. Thompson, 1840)
- Tritonia manicata Deshayes, 1853 → Duvaucelia manicata (Deshayes, 1853)
- Tritonia myrakeenae Bertsch & Mozqueira, 1986 → Tritonicula myrakeenae (Bertsch & Osuna, 1986)
- Tritonia nigromaculata Roginskaya, 1984 → Tochuina nigromaculata (Roginskaya, 1984)
- Tritonia nilsodhneri Ev. Marcus, 1983 → Duvaucelia odhneri J. Tardy, 1963
- Tritonia pickensi Marcus & Marcus, 1967 → Tritonicula pickensi (Ev. Marcus & Er. Marcus, 1967)
- Tritonia plebeia Johnston, 1828 → Duvaucelia plebeia (G. Johnston, 1828)
- Tritonia striata Haefelfinger, 1963 → Duvaucelia striata (Haefelfinger, 1963)
- Tritonia taliartensis Ortea & Moro, 2009 → Duvaucelia taliartensis (Ortea & Moro, 2009)
- Tritonia wellsi Er. Marcus, 1961 → Tritonicula wellsi (Er. Marcus, 1961)